# JAPAN RUGBY LEAGUE ONE 2025-26 DIVISION 2
ジャパンラグビーリーグワン2024-25 DIVISION 2（ディビジョン2）は、日本のラグビーユニオンによる社会人リーグ戦「ジャパンラグビーリーグワン」2部リーグの5年度目として、2025年12月13日から2026年5月10日までリーグ戦を開催予定（入替戦は5月22日から31日まで）の大会である。

## 概要
前季2024-25シーズンより1週間早く開幕し、終了は1週間遅くする。これによりバイウィーク（2週あけ）を増やし、選手の健康への配慮を高める。
試合数、入替戦の方式は前季と同じ。レギュラーシーズンは全14節（ホストビジターを変えて総当たり戦で各チーム14試合ずつ）を実施。上位2チームはDIVISION1との入替戦が、下位2チームはDIVISION3との入替戦が行われる。

## 日程
出典：
- 選手育成大会として「ジャパンラグビー リーグワン ライジング」を2025年9月27日から10月11日まで行う[3]。
- レギュラーシーズン/リーグ戦（8チーム総当たり2回戦 全56試合）：2025年12月13日から2026年5月10日まで
- ポストシーズン/D1/D2 入替戦（D1 11位 対 D2 2位／D1 12位 対 D2 1位 各2回戦（4試合））：2026年5月22日から2026年5月31日まで
- ポストシーズン/D2/D3 入替戦（D2 7位 対 D3 2位／D2 8位 対 D3 1位 各2回戦（4試合））：2026年5月22日から2026年5月31日まで

## 新規参入チームの募集
2025年6月30日から、新規参入チームの受け入れ（申請受付）を開始した。2026-27シーズンからの参入となる。詳細は「JAPAN RUGBY LEAGUE ONE 新規参入チームの受け入れ (2025年)」を参照。

## NECグリーンロケッツ東葛の動向
2025年8月20日、NECグリーンロケッツ東葛の運営会社NECは、2025-26シーズン終了後のリーグワン退会を前提に、NECグリーンロケッツ東葛の譲渡に向けた検討開始を発表した。
NECの前年度決算では、3000億円以上の営業利益をあげ、業績は好調だった。日本経済新聞の取材に対し、NECの広報担当は、チーム内の半分以上がプロ選手であることを明かし、「リーグのプロ化が進み、チームが目指す社員の一体感醸成、士気向上と方向性が乖離してきた」と説明したという。
同日の日刊スポーツの報道によると、リーグワンの東海林一専務理事は、約1年前にNECから相談があり、「コスト削減での保有」「譲渡」「退会」などの選択肢で意見交換をしていた。「譲渡」の場合、日本で法人格を持ち、ホストスタジアムの要件などを満たせば、ホストタウンが変更となっても、同じディビジョンで続けられる。「退会」の場合、シーズン開幕1年前（2025年12月）までに申請し、理事会の承認を得る。

## チーム
- レギュラーシーズン全14試合終了後、上位2チームはDIVISION1との入替戦を、下位2チームではDIVISION3との入替戦を行う。
- ホストエリアは、シーズンによって変わることがある（2025年8月5日現在、2025-26シーズンのホストエリアは発表されていない）。

| チーム名 （呼称）                                | 略称   | ホストエリア (2024-25シーズン)                                    | 2025-26シーズンに ホームスタジアムとして使う会場                                                        | 前シーズン 順位 |
| ------------------------------------------------ | ------ | ----------------------------------------------------------------- | --- | --------------- |
| 豊田自動織機シャトルズ愛知                       | S愛知  | 愛知県                                                            | パロマ瑞穂ラグビー場, 愛知県名古屋市瑞穂区 ウェーブスタジアム刈谷, 愛知県刈谷市                         | 優勝            |
| 花園近鉄ライナーズ                               | 花園L  | 東大阪市、大阪府                                                  | 東大阪市花園ラグビー場, 大阪府東大阪市                                                                  | 2位             |
| NECグリーンロケッツ東葛 （グリーンロケッツ東葛） | GR東葛 | 我孫子市、柏市、松戸市、流山市、 野田市、鎌ケ谷市、白井市、印西市 | 柏の葉公園総合競技場, 千葉県柏市                                                                        | 3位             |
| レッドハリケーンズ大阪                           | RH大阪 | 大阪市                                                            | ヤンマースタジアム長居, 大阪府大阪市東住吉区                                                            | 4位             |
| 日野レッドドルフィンズ                           | 日野RD | 日野市、八王子市および周辺地域                                    | 太田市運動公園陸上競技場, 群馬県太田市 AGFフィールド, 東京都調布市 上柚木公園陸上競技場, 東京都八王子市 | 5位             |
| 九州電力キューデンヴォルテクス                   | 九州KV | 福岡市 フレンドリーエリア：九州全域                               | 東平尾公園博多の森陸上競技場, 福岡県福岡市博多区                                                        | 6位             |
| 清水建設江東ブルーシャークス                     | 江東BS | 江東区                                                            | 江東区夢の島陸上競技場, 東京都江東区                                                                    | 7位             |
| 日本製鉄釜石シーウェイブス                       | 釜石SW | 釜石市                                                            | 釜石鵜住居復興スタジアム, 岩手県釜石市 ハワイアンスタジアムいわき, 福島県いわき市                       | 8位             |

## 選手の登録区分
選手は、3つのカテゴリ（カテゴリA・B・C）に分けて登録され、それぞれの人数を定めている。 同一シーズン中に、カテゴリを変更することはできない。
|           | 資格                                                            | チーム登録 (大会エントリー)                             | 試合登録 (23名のうち) | 試合中 (15名のうち)  |
| --------- | --------------------------------------------------------------- | ------------------------------------------------------- | --------------------- | -------------------- |
| カテゴリA | 5年連続して日本協会に登録。 日本代表実績あり / 日本代表資格あり | 80%以上                                                 | 17名以上              | 11名以上             |
| カテゴリB | 日本協会への連続登録が5年未満。 日本代表資格を獲得見込み        | BとCの合計で 10名以下 または 20%以下 (いずれか小さい方) | BとCの合計で 6名以下  | BとCの合計で 6名以下 |
| カテゴリC | 他国代表履歴あり など                                           | 3名以下                                                 | 3名以下               | 3名以下              |

### アーリーエントリー
大学最終学年に在籍し、4月（新年度）に入団内定している選手は、「アーリーエントリー」により、当該年度の全国大学ラグビーフットボール選手権全日程終了後（実質最短で1月下旬以降）に登録・出場できる。

## 順位
全14節（各チーム14試合、総当たり戦2回）で「勝ち点」を競う。
| \| \| JAPAN RUGBY LEAGUE ONE 2025-26 DIVISION 2 順位表（開幕前 時点）出典：[15] \| 編集 \|                                                                                              | | | | | | | | | | | | | | | | |
| リーグ戦 順位 | チーム | 試合数 | 勝ち点 | 勝 | 分 | 負 | 得点 | 失点 | 得失差 | T | G | PG | DG | 反則数 | 入替戦 | 最終結果 |
| 1 | 豊田自動織機シャトルズ愛知 | 0 | 0 | 0 | 0 | 0 | 0 | 0 | 0 | 0 | 0 | 0 | 0 | 0 | | |
| 1 | 花園近鉄ライナーズ | 0 | 0 | 0 | 0 | 0 | 0 | 0 | 0 | 0 | 0 | 0 | 0 | 0 | | |
| 1 | NECグリーンロケッツ東葛 | 0 | 0 | 0 | 0 | 0 | 0 | 0 | 0 | 0 | 0 | 0 | 0 | 0 | | |
| 1 | レッドハリケーンズ大阪 | 0 | 0 | 0 | 0 | 0 | 0 | 0 | 0 | 0 | 0 | 0 | 0 | 0 | | |
| 1 | 日野レッドドルフィンズ | 0 | 0 | 0 | 0 | 0 | 0 | 0 | 0 | 0 | 0 | 0 | 0 | 0 | | |
| 1 | 九州電力キューデンヴォルテクス | 0 | 0 | 0 | 0 | 0 | 0 | 0 | 0 | 0 | 0 | 0 | 0 | 0 | | |
| 1 | 清水建設江東ブルーシャークス | 0 | 0 | 0 | 0 | 0 | 0 | 0 | 0 | 0 | 0 | 0 | 0 | 0 | | |
| 1 | 日本製鉄釜石シーウェイブス | 0 | 0 | 0 | 0 | 0 | 0 | 0 | 0 | 0 | 0 | 0 | 0 | 0 | | |
| | | | | | | | | | | | | | | | | |
| - 勝ち点は、勝ち4点、引き分け2点、負け0点。 - ただし、7点差以内の負けは1点を付与、3トライ差以上での勝ちは追加で1点を付与。 - 同じ勝ち点である場合は下記の順番で順位を決定する。 1. 抽選 | - 勝ち点は、勝ち4点、引き分け2点、負け0点。 - ただし、7点差以内の負けは1点を付与、3トライ差以上での勝ちは追加で1点を付与。 - 同じ勝ち点である場合は下記の順番で順位を決定する。 1. 抽選 | - 勝ち点は、勝ち4点、引き分け2点、負け0点。 - ただし、7点差以内の負けは1点を付与、3トライ差以上での勝ちは追加で1点を付与。 - 同じ勝ち点である場合は下記の順番で順位を決定する。 1. 抽選 | - 勝ち点は、勝ち4点、引き分け2点、負け0点。 - ただし、7点差以内の負けは1点を付与、3トライ差以上での勝ちは追加で1点を付与。 - 同じ勝ち点である場合は下記の順番で順位を決定する。 1. 抽選 | - 勝ち点は、勝ち4点、引き分け2点、負け0点。 - ただし、7点差以内の負けは1点を付与、3トライ差以上での勝ちは追加で1点を付与。 - 同じ勝ち点である場合は下記の順番で順位を決定する。 1. 抽選 | - 勝ち点は、勝ち4点、引き分け2点、負け0点。 - ただし、7点差以内の負けは1点を付与、3トライ差以上での勝ちは追加で1点を付与。 - 同じ勝ち点である場合は下記の順番で順位を決定する。 1. 抽選 | - 勝ち点は、勝ち4点、引き分け2点、負け0点。 - ただし、7点差以内の負けは1点を付与、3トライ差以上での勝ちは追加で1点を付与。 - 同じ勝ち点である場合は下記の順番で順位を決定する。 1. 抽選 | - 勝ち点は、勝ち4点、引き分け2点、負け0点。 - ただし、7点差以内の負けは1点を付与、3トライ差以上での勝ちは追加で1点を付与。 - 同じ勝ち点である場合は下記の順番で順位を決定する。 1. 抽選 | - 勝ち点は、勝ち4点、引き分け2点、負け0点。 - ただし、7点差以内の負けは1点を付与、3トライ差以上での勝ちは追加で1点を付与。 - 同じ勝ち点である場合は下記の順番で順位を決定する。 1. 抽選 | - 勝ち点は、勝ち4点、引き分け2点、負け0点。 - ただし、7点差以内の負けは1点を付与、3トライ差以上での勝ちは追加で1点を付与。 - 同じ勝ち点である場合は下記の順番で順位を決定する。 1. 抽選 | - 勝ち点は、勝ち4点、引き分け2点、負け0点。 - ただし、7点差以内の負けは1点を付与、3トライ差以上での勝ちは追加で1点を付与。 - 同じ勝ち点である場合は下記の順番で順位を決定する。 1. 抽選 | - 勝ち点は、勝ち4点、引き分け2点、負け0点。 - ただし、7点差以内の負けは1点を付与、3トライ差以上での勝ちは追加で1点を付与。 - 同じ勝ち点である場合は下記の順番で順位を決定する。 1. 抽選 | - 勝ち点は、勝ち4点、引き分け2点、負け0点。 - ただし、7点差以内の負けは1点を付与、3トライ差以上での勝ちは追加で1点を付与。 - 同じ勝ち点である場合は下記の順番で順位を決定する。 1. 抽選 | - 勝ち点は、勝ち4点、引き分け2点、負け0点。 - ただし、7点差以内の負けは1点を付与、3トライ差以上での勝ちは追加で1点を付与。 - 同じ勝ち点である場合は下記の順番で順位を決定する。 1. 抽選 | - 勝ち点は、勝ち4点、引き分け2点、負け0点。 - ただし、7点差以内の負けは1点を付与、3トライ差以上での勝ちは追加で1点を付与。 - 同じ勝ち点である場合は下記の順番で順位を決定する。 1. 抽選 | - 1位はDIVISION1の12位と、 2位はDIVISION1の11位と、 それぞれ入替戦を行う。 - 7位はDIVISION3の2位と、 8位はDIVISION3の1位と、 それぞれ入替戦を行う。 | - 1位はDIVISION1の12位と、 2位はDIVISION1の11位と、 それぞれ入替戦を行う。 - 7位はDIVISION3の2位と、 8位はDIVISION3の1位と、 それぞれ入替戦を行う。 |
| | JAPAN RUGBY LEAGUE ONE 2025-26 DIVISION 2 順位表（開幕前 時点）出典： | 編集 | | | | | | | | | | | | | | |

## リーグ戦
左側がホストチームで、右側がビジターチーム。「3トライ差以上の勝ち」「7点差以内の負け」で1BP（ボーナスポイント）を付与。【プレイヤー・オブ・ザ・マッチ】の数字は背番号。

### 第1節
| 2025年12月13日(土) | 豊田自動織機シャトルズ愛知 | v | 花園近鉄ライナーズ | パロマ瑞穂ラグビー場, 愛知県名古屋市瑞穂区 |
| 2025年12月13日(土) |                            |   |                    | パロマ瑞穂ラグビー場, 愛知県名古屋市瑞穂区 |

| 2025年12月13日(土) | NECグリーンロケッツ東葛 | v | レッドハリケーンズ大阪 | 柏の葉公園総合競技場, 千葉県柏市瑞穂区 |
| 2025年12月13日(土) |                         |   |                        | 柏の葉公園総合競技場, 千葉県柏市瑞穂区 |

| 2025年12月13日(土) | 清水建設江東ブルーシャークス | v | 日本製鉄釜石シーウェイブス | 江東区夢の島陸上競技場, 東京都江東区 瑞穂区 |
| 2025年12月13日(土) |                              |   |                            | 江東区夢の島陸上競技場, 東京都江東区 瑞穂区 |

| 2025年12月14日(日) | 日野レッドドルフィンズ | v | 九州電力キューデンヴォルテクス | 太田市運動公園陸上競技場, 群馬県太田市 瑞穂区 |
| 2025年12月14日(日) |                        |   |                                | 太田市運動公園陸上競技場, 群馬県太田市 瑞穂区 |

### 第2節
| 2025年12月20日(土) | 花園近鉄ライナーズ | v | NECグリーンロケッツ東葛 | 東大阪市花園ラグビー場, 大阪府東大阪市 |
| 2025年12月20日(土) |                    |   |                         | 東大阪市花園ラグビー場, 大阪府東大阪市 |

| 2025年12月20日(土) | 九州電力キューデンヴォルテクス | v | 清水建設江東ブルーシャークス | 東平尾公園博多の森陸上競技場, 福岡県福岡市博多区 |
| 2025年12月20日(土) |                                |   |                              | 東平尾公園博多の森陸上競技場, 福岡県福岡市博多区 |

| 2025年12月21日(日) | レッドハリケーンズ大阪 | v | 豊田自動織機シャトルズ愛知 | ヤンマースタジアム長居, 大阪府大阪市東住吉区 |
| 2025年12月21日(日) |                        |   |                            | ヤンマースタジアム長居, 大阪府大阪市東住吉区 |

| 2025年12月21日(日) | 日本製鉄釜石シーウェイブス | v | 日野レッドドルフィンズ | 釜石鵜住居復興スタジアム, 岩手県釜石市 |
| 2025年12月21日(日) |                            |   |                        | 釜石鵜住居復興スタジアム, 岩手県釜石市 |

### 第3節
| 2025年12月27日(土) | 日本製鉄釜石シーウェイブス | v | 九州電力キューデンヴォルテクス | ハワイアンスタジアムいわき, 福島県いわき市 |
| 2025年12月27日(土) |                            |   |                                | ハワイアンスタジアムいわき, 福島県いわき市 |

| 2026年1月10日(土) | 花園近鉄ライナーズ | v | 日野レッドドルフィンズ | 東大阪市花園ラグビー場, 大阪府東大阪市 |
| 2026年1月10日(土) |                    |   |                        | 東大阪市花園ラグビー場, 大阪府東大阪市 |

| 2026年1月10日(土) | 清水建設江東ブルーシャークス | v | レッドハリケーンズ大阪 | 江東区夢の島陸上競技場, 東京都江東区 |
| 2026年1月10日(土) |                              |   |                        | 江東区夢の島陸上競技場, 東京都江東区 |

| 2026年1月10日(土) | NECグリーンロケッツ東葛 | v | 豊田自動織機シャトルズ愛知 | 柏の葉公園総合競技場, 千葉県柏市 |
| 2026年1月10日(土) |                         |   |                            | 柏の葉公園総合競技場, 千葉県柏市 |

### 第4節
| 2026年1月17日(土) | レッドハリケーンズ大阪 | v | 花園近鉄ライナーズ | ヤンマースタジアム長居, 大阪府大阪市東住吉区 |
| 2026年1月17日(土) |                        |   |                    | ヤンマースタジアム長居, 大阪府大阪市東住吉区 |

| 2026年1月17日(土) | 豊田自動織機シャトルズ愛知 | v | 日本製鉄釜石シーウェイブス | ウェーブスタジアム刈谷, 愛知県刈谷市 |
| 2026年1月17日(土) |                            |   |                            | ウェーブスタジアム刈谷, 愛知県刈谷市 |

| 2026年1月18日(日) | 日野レッドドルフィンズ | v | 清水建設江東ブルーシャークス | AGFフィールド, 東京都調布市 |
| 2026年1月18日(日) |                        |   |                              | AGFフィールド, 東京都調布市 |

| 2026年1月24日(土) | 九州電力キューデンヴォルテクス | v | NECグリーンロケッツ東葛 | 東平尾公園博多の森陸上競技場, 福岡県福岡市博多区 |
| 2026年1月24日(土) |                                |   |                         | 東平尾公園博多の森陸上競技場, 福岡県福岡市博多区 |

### 第5節
| 2026年1月31日(土) | 日野レッドドルフィンズ | v | 豊田自動織機シャトルズ愛知 | 上柚木公園陸上競技場, 東京都八王子市 |
| 2026年1月31日(土) |                        |   |                            | 上柚木公園陸上競技場, 東京都八王子市 |

| 2026年2月7日(土) | 清水建設江東ブルーシャークス | v | 花園近鉄ライナーズ | 江東区夢の島陸上競技場, 東京都江東区 |
| 2026年2月7日(土) |                              |   |                    | 江東区夢の島陸上競技場, 東京都江東区 |

| 2026年2月8日(日) | 九州電力キューデンヴォルテクス | v | レッドハリケーンズ大阪 | 東平尾公園博多の森陸上競技場, 福岡県福岡市博多区 |
| 2026年2月8日(日) |                                |   |                        | 東平尾公園博多の森陸上競技場, 福岡県福岡市博多区 |

| 2026年2月8日(日) | NECグリーンロケッツ東葛 | v | 日本製鉄釜石シーウェイブス | 柏の葉公園総合競技場, 千葉県柏市 |
| 2026年2月8日(日) |                         |   |                            | 柏の葉公園総合競技場, 千葉県柏市 |

### 第6節
| 2026年2月14日(土) | 豊田自動織機シャトルズ愛知 | v | 清水建設江東ブルーシャークス | パロマ瑞穂ラグビー場, 愛知県名古屋市瑞穂区 |
| 2026年2月14日(土) |                            |   |                              | パロマ瑞穂ラグビー場, 愛知県名古屋市瑞穂区 |

| 2026年2月14日(土) | 花園近鉄ライナーズ | v | 九州電力キューデンヴォルテクス | 東大阪市花園ラグビー場, 大阪府東大阪市 |
| 2026年2月14日(土) |                    |   |                                | 東大阪市花園ラグビー場, 大阪府東大阪市 |

| 2026年2月21日(土) | レッドハリケーンズ大阪 | v | 日本製鉄釜石シーウェイブス | 大阪市内 |
| 2026年2月21日(土) |                        |   |                            | 大阪市内 |

| 2026年2月22日(日) | NECグリーンロケッツ東葛 | v | 日野レッドドルフィンズ | 柏の葉公園総合競技場, 千葉県柏市 |
| 2026年2月22日(日) |                         |   |                        | 柏の葉公園総合競技場, 千葉県柏市 |

### 第7節
| 2026年2月28日(土) | 豊田自動織機シャトルズ愛知 | v | 九州電力キューデンヴォルテクス | パロマ瑞穂ラグビー場, 愛知県名古屋市瑞穂区 |
| 2026年2月28日(土) |                            |   |                                | パロマ瑞穂ラグビー場, 愛知県名古屋市瑞穂区 |

| 2026年2月28日(土) | 日野レッドドルフィンズ | v | レッドハリケーンズ大阪 | AGFフィールド, 東京都調布市 |
| 2026年2月28日(土) |                        |   |                        | AGFフィールド, 東京都調布市 |

| 2026年2月28日(土) | 清水建設江東ブルーシャークス | v | NECグリーンロケッツ東葛 | パロマ瑞穂ラグビー場, 愛知県名古屋市瑞穂区 |
| 2026年2月28日(土) |                              |   |                         | パロマ瑞穂ラグビー場, 愛知県名古屋市瑞穂区 |

| 2026年3月7日(土) | 日本製鉄釜石シーウェイブス | v | 花園近鉄ライナーズ | 釜石鵜住居復興スタジアム, 岩手県釜石市 |
| 2026年3月7日(土) |                            |   |                    | 釜石鵜住居復興スタジアム, 岩手県釜石市 |

### 第8節
| 2026年3月7日(土) | 日野レッドドルフィンズ | v | NECグリーンロケッツ東葛 | AGFフィールド, 東京都調布市 |
| 2026年3月7日(土) |                        |   |                         | AGFフィールド, 東京都調布市 |

| 2026年3月14日(土) | 九州電力キューデンヴォルテクス | v | 花園近鉄ライナーズ | 東平尾公園博多の森陸上競技場, 福岡県福岡市博多区 |
| 2026年3月14日(土) |                                |   |                    | 東平尾公園博多の森陸上競技場, 福岡県福岡市博多区 |

| 2026年3月14日(土) | 清水建設江東ブルーシャークス | v | 豊田自動織機シャトルズ愛知 | 江東区夢の島陸上競技場, 東京都江東区 |
| 2026年3月14日(土) |                              |   |                            | 江東区夢の島陸上競技場, 東京都江東区 |

| 2026年3月15日(日) | 日本製鉄釜石シーウェイブス | v | レッドハリケーンズ大阪 | 岩手県内 |
| 2026年3月15日(日) |                            |   |                        | 岩手県内 |

### 第9節
| 2026年3月27日(金) | レッドハリケーンズ大阪 | v | 九州電力キューデンヴォルテクス | 大阪府内 |
| 2026年3月27日(金) |                        |   |                                | 大阪府内 |

| 2026年3月28日(土) | 豊田自動織機シャトルズ愛知 | v | 日野レッドドルフィンズ | パロマ瑞穂ラグビー場, 愛知県名古屋市瑞穂区 |
| 2026年3月28日(土) |                            |   |                        | パロマ瑞穂ラグビー場, 愛知県名古屋市瑞穂区 |

| 2026年3月28日(土) | NECグリーンロケッツ東葛 | v | 清水建設江東ブルーシャークス | 柏の葉公園総合競技場, 千葉県柏市 |
| 2026年3月28日(土) |                         |   |                              | 柏の葉公園総合競技場, 千葉県柏市 |

| 2026年3月28日(土) | 花園近鉄ライナーズ | v | 日本製鉄釜石シーウェイブス | 東大阪市花園ラグビー場, 大阪府東大阪市 |
| 2026年3月28日(土) |                    |   |                            | 東大阪市花園ラグビー場, 大阪府東大阪市 |

### 第10節
| 2026年4月4日(土) | 花園近鉄ライナーズ | v | レッドハリケーンズ大阪 | 大阪府内 |
| 2026年4月4日(土) |                    |   |                        | 大阪府内 |

| 2026年4月3日or4日or5日 | NECグリーンロケッツ東葛 | v | 九州電力キューデンヴォルテクス |  |
| 2026年4月3日or4日or5日 |                         |   |                                |  |

| 2026年4月4日or5日 | 清水建設江東ブルーシャークス | v | 日野レッドドルフィンズ | 東京都内 |
| 2026年4月4日or5日 |                              |   |                        | 東京都内 |

| 2026年4月4日or5日 | 日本製鉄釜石シーウェイブス | v | 豊田自動織機シャトルズ愛知 | 岩手県内 |
| 2026年4月4日or5日 |                            |   |                            | 岩手県内 |

### 第11節
| 2026年4月11日(土) | 豊田自動織機シャトルズ愛知 | v | NECグリーンロケッツ東葛 | ウェーブスタジアム刈谷, 愛知県刈谷市 |
| 2026年4月11日(土) |                            |   |                         | ウェーブスタジアム刈谷, 愛知県刈谷市 |

| 2026年4⽉10⽇or11⽇or12⽇ | 九州電力キューデンヴォルテクス | v | 日本製鉄釜石シーウェイブス | 九州圏内 |
| 2026年4⽉10⽇or11⽇or12⽇ |                                |   |                            | 九州圏内 |

| 2026年4⽉10⽇or11⽇or12⽇ | 日野レッドドルフィンズ | v | 花園近鉄ライナーズ |  |
| 2026年4⽉10⽇or11⽇or12⽇ |                        |   |                    |  |

| 2026年4⽉11⽇or12⽇ | レッドハリケーンズ大阪 | v | 清水建設江東ブルーシャークス | 大阪府内 |
| 2026年4⽉11⽇or12⽇ |                        |   |                              | 大阪府内 |

### 第12節
| 2026年4⽉25⽇(土) | 日本製鉄釜石シーウェイブス | v | NECグリーンロケッツ東葛 | 岩手県内 |
| 2026年4⽉25⽇(土) |                            |   |                         | 岩手県内 |

| 2026年4⽉24⽇or25⽇or26⽇ | 花園近鉄ライナーズ | v | 清水建設江東ブルーシャークス | 大阪府内 |
| 2026年4⽉24⽇or25⽇or26⽇ |                    |   |                              | 大阪府内 |

| 2026年4⽉24⽇or25⽇or26⽇ | レッドハリケーンズ大阪 | v | 日野レッドドルフィンズ | 大阪府内 |
| 2026年4⽉24⽇or25⽇or26⽇ |                        |   |                        | 大阪府内 |

| 2026年4⽉24⽇or25⽇or26⽇ | 九州電力キューデンヴォルテクス | v | 豊田自動織機シャトルズ愛知 | 九州圏内 |
| 2026年4⽉24⽇or25⽇or26⽇ |                                |   |                            | 九州圏内 |

### 第13節
| 2026年5⽉2⽇(土) | 豊田自動織機シャトルズ愛知 | v | レッドハリケーンズ大阪 | ウェーブスタジアム刈谷, 愛知県刈谷市 |
| 2026年5⽉2⽇(土) |                            |   |                        | ウェーブスタジアム刈谷, 愛知県刈谷市 |

| 2026年5⽉1⽇or2⽇or3⽇ | NECグリーンロケッツ東葛 | v | 花園近鉄ライナーズ |  |
| 2026年5⽉1⽇or2⽇or3⽇ |                         |   |                    |  |

| 2026年5⽉1⽇or2⽇or3⽇ | 清水建設江東ブルーシャークス | v | 九州電力キューデンヴォルテクス | 東京都内 |
| 2026年5⽉1⽇or2⽇or3⽇ |                              |   |                                | 東京都内 |

| 2026年5⽉1⽇or2⽇or3⽇ | 日野レッドドルフィンズ | v | 日本製鉄釜石シーウェイブス |  |
| 2026年5⽉1⽇or2⽇or3⽇ |                        |   |                            |  |

### 第14節
| 2026年5⽉10⽇(⽇) | 花園近鉄ライナーズ | v | 豊田自動織機シャトルズ愛知 | 大阪府内 |
| 2026年5⽉10⽇(⽇) |                    |   |                            | 大阪府内 |

| 2026年5⽉8⽇or9⽇or10⽇ | レッドハリケーンズ大阪 | v | NECグリーンロケッツ東葛 | 大阪府内 |
| 2026年5⽉8⽇or9⽇or10⽇ |                        |   |                         | 大阪府内 |

| 2026年5⽉9⽇or10⽇ | 九州電力キューデンヴォルテクス | v | 日野レッドドルフィンズ | 九州圏内 |
| 2026年5⽉9⽇or10⽇ |                                |   |                        | 九州圏内 |

| 2026年5⽉9⽇or10⽇ | 日本製鉄釜石シーウェイブス | v | 清水建設江東ブルーシャークス | 岩手県内 |
| 2026年5⽉9⽇or10⽇ |                            |   |                              | 岩手県内 |